# محمد شبانه
محمد شبانه با کنیه ابو انس (درگذشته ۱۳ مه ۲۰۲۵)، شبه‌نظامی فلسطینی و فرمانده تیپ رفح در شاخه نظامی حماس، گردان‌های عزالدین قسام بود. حدود چهار گردان، تحت فرماندهی او بودند.
گزارش شده است که محمد شبانه، خانوادهٔ پرجمعیتی در سینا، مصر، داشت. در اعلامیه‌هایی که توسط ارتش اسرائیل در نوامبر ۲۰۲۳ در غزه پخش شد، جایزه‌ای ۵۰۰٬۰۰۰ دلاری برای دستگیری او تعیین شده بود.
در مه ۲۰۲۵، ارتش اسرائیل و شاباک ادعا کردند که محمد سنوار، رهبر بالفعل حماس در نوار غزه، در حمله هوایی اسرائیل به یک سنگر زیر بیمارستان اروپایی غزه در خان یونس هدف قرار گرفته است. طبق اعلام وزارت بهداشت غزه، این حمله منجر به کشته شدن ۲۶ نفر شد. طبق گزارش کانال سعودی الحدث، جسد شبانه به همراه سنوار از تونل بیرون کشیده شد.

## زندگی‌نامه

### حماس
حتی قبل از انتصاب او به عنوان فرمانده تیپ رفح، در جریان عملیات سرب گداخته در ۳۱ دسامبر ۲۰۰۸، طبق گزارش‌های فلسطینی، نیروهای دفاعی اسرائیل به خانه او در محله شبورا در رفح حمله کردند، اما شبانه آسیبی ندید.
پس از مرگ رائد العطار در جریان عملیات لبه محافظ در سال ۲۰۱۴، شبانه به عنوان فرمانده تیپ رفح به جای او منصوب شد. در جریان عملیات نگهبان دیوارها، در ۱۳ مه ۲۰۲۱، ارتش اسرائیل خانه او را در رفح بمباران کرد، اما شبانه آسیبی ندید.

### در جریان جنگ غزه
در دو روز اول پس از حمله غافلگیرانه حماس به اسرائیل در ۷ اکتبر ۲۰۲۳، دو پسر شبانه، عبدالناصر و محمود، که از اعضای نیروی نخبه از گردان‌های عزالدین قسام بودند، کشته شدند.
طبق گزارش‌های فلسطینی، در ۲۰ دسامبر ۲۰۲۳، نیروهای دفاعی اسرائیل با حمله به خانه خانواده شبانه در شرق رفح، تلاش کردند او را بکشند، اما محمد شبانه بدون هیچ آسیبی جان سالم به در برد.
پسر بزرگ او، انس، نیز در ۱۸ مه ۲۰۲۴، در نبردهایی با نیروهای دفاعی اسرائیل در محله التنور در رفح کشته شد.
در ۲۴ مه ۲۰۲۴، یک سوءقصد دیگر انجام شد، زمانی که تونلی حاوی یک مجتمع زیرزمینی که گمان می‌رفت او در آن پنهان شده باشد، مورد حمله قرار گرفت، اما شبانه جان سالم به در برد.

## ترور
در ۱۳ مه ۲۰۲۵، گزارش‌هایی منتشر شد مبنی بر اینکه شبانه به همراه محمد سنوار، رهبر بالفعل حماس در نوار غزه، در حمله هوایی اسرائیل به یک سنگر زیر بیمارستان اروپایی غزه در خان یونس کشته شده است.
در ۳۱ مه ۲۰۲۵، ارتش اسرائیل و شاباک تأیید کردند که شبانه در حمله هوایی کشته شده است.